# Icehouse
Icehouse är en australisk musikgrupp bildad 1977 som pubrock-bandet The Flowers. 1981 bytte de namn till Icehouse och hade då övergått till new wave- och synthpop-stil. De fick internationella framgångar under 1980-talet med bland annat singeln Hey Little Girl (1982) och albumet Man of Colours (1987). Gruppen har i alla år letts av  Iva Davies (låtskrivare, sång, gitarr, keyboards, med mera) medan övriga medlemmar skiftat.

## Diskografi
- Icehouse (som The Flowers, 1980)
- Primitive Man (1982)
- Sidewalk (1984)
- Measure for Measure (1986)
- Man of Colours (1987) med låten Crazy
- Code Blue (1990)
- Big Wheel (1993)
- The Berlin Tapes (1995)